# Вампир (фильм, 1932)
«Вампир — Грёза Аллена Грея» (нем. Vampyr — Der Traum des Allan Grey) — мистический фильм Карла Теодора Дрейера (1932), снятый в традициях немецкого экспрессионизма во Франции на средства Николя де Гинцбурга, который под псевдонимом «Джулиан Вест» исполнил главную роль Аллена Грея.

## Сюжет
Молодой человек по имени Аллен Грей останавливается на ночлег в деревушке Куртампьер. Посреди ночи в его запертую комнату входит старик. Он произносит: «Она не должна умереть!» — и оставляет на столе пакет с пометкой: «Открыть после моей смерти». Наутро Аллен заглядывает в окошко усадебного дома и видит того же старика. Откуда-то раздаётся выстрел, и старик падает бездыханный. Распаковав пакет, Аллен находит внутри старинную книгу о зловещих тварях, именуемых в народе вампирами.
У старика есть две дочери, Жизель и Леон. Из них вторая томима тяжким недугом. Она бродит, как сомнамбула, по двору усадьбы. На её шее находят следы зубов, похожих на крысиные. Аллен догадывается, что Леон пребывает во власти вампира. Сельский доктор, осмотрев Леон, заявляет, что спасти её может только переливание крови. Аллен соглашается отдать свою кровь для спасения девушки. Ослабев от потери крови после переливания, он постепенно приходит в себя и замечает в руке у доктора, склонившегося над девушкой, склянку с ядом. Он понимает, что доктор — марионетка в руках вампира.
Аллен следует за доктором в замок, где его посещает странное видение: его несут в гробу и погребают заживо. Между тем верный дворецкий находит книгу о вампирах и выясняет, что убить пришельца с того света можно, только проткнув его сердце железным прутом. Он отыскивает на кладбище могилу старой колдуньи Маргариты Шопен и в точности исполняет предписание.
Злые чары развеиваются, Леон приходит в себя. Доктор прячется на старой мельнице, где его ждёт жуткая гибель: дворецкий заводит мельницу, и доктора заваливает мукой. Аллен и Жизель плывут в лодке по окутанной туманом реке, а затем выходят в лес, встречая первые лучи рассвета.

## Работа над фильмом
После неудачного проката ленты «Страсти Жанны д’Арк» (1928) режиссёр Карл Теодор Дрейер, оператор Рудольф Мате и художник-постановщик Герман Варм («Кабинет доктора Калигари») планировали сделать более коммерческий фильм с мистическим уклоном. Дрейер перебрал около тридцати новелл в готическом вкусе, прежде чем его внимание привлекла книга Шеридана Ле Фаню «Сквозь тусклое стекло» (1872).
В титрах заявлено, что сюжетные мотивы «Вампира» восходят к двум новеллам из этой книги — «Кармилла» и «Тайна гостиницы „Парящий дракон“». Если же верить современным исследователям, фабула фильма — в значительной степени плод воображения самого Дрейера. Один из биографов режиссёра обращает внимание на сходство пожилой вампирши с приёмной матерью Дрейера, а несчастную Леон уподобляет его настоящей матери, которая, как известно, отравилась.
Начало работы над «Вампиром» пришлось на конец эпохи немого кино. Значительная часть информации в фильме передаётся «по старинке» через карточки с титрами (включая страницы книги о вампирах, которую листает главный герой). Для изучения звуковой технологии, которая была плохо известна французам, Дрейер совершил поездку в Лондон, где встретился с датским писателям Кристеном Юлом. Вместе они написали сценарий «Вампира».
Когда Дрейер вернулся во Францию, художница Валентина Гюго познакомила его с модным светским персонажем, бароном Гинцбургом, мечтавшим об актёрской карьере. Гинцбург обещал найти финансирование при условии, что он исполнит в фильме главную роль.
«Вампир» был снят за пределами студийных павильонов, что по тем временам было редкостью. Натурные съёмки проходили в 1930 и 1931 годах в глухой деревушке Куртампьер (департамент Луаре). Исполнителя роли зловещего доктора Дрейер нашёл в парижском метро. Большинство занятых в фильме актёров не были профессионалами. Исключение составляют Сибилла Шмиц, исполнившая роль Леон, и Морис Шуц, с которым Дрейер работал над фильмом о Жанне д’Арк.
Оператор Мате получил от Дрейера указание придерживаться мягкофокусной манеры съёмки, с тем, чтобы изображённое было подёрнуто лёгкой дымкой, будто во сне. Для достижения этого эффекта на расстоянии примерно метра от камеры была натянута прозрачная ткань. При монтаже из фильма было вырезано несколько сцен, вызывавших возражения своей натуралистичностью.
Озвучен «Вампир» был по окончании съёмок на берлинской студии Universum Film AG. Из первоначальной группы актёров в озвучке принимали участие только Гинцбург и Шмиц. Фильм был озвучен на трёх языках — английском, французском и немецком. Эпизоды, снятые на разных языках, имели немного разную длину, поскольку актёры не могли играть совершенно одинаково. Во французской версии можно заметить пустые черные кадры, вставленные, вероятно, для выравнивания длины эпизодов. Из этих версий в относительно полном виде сохранилась только немецкая (она не содержала два эпизода, которые были вырезаны немецкой цензурой).

## Провал в прокате и реабилитация
Впервые фильм был показан 6 мая 1932 года в Берлине. «Вампир» не имел успеха у публики и не оправдал вложенных в его создание средств. После премьеры Дрейер перемонтировал фильм, вырезав несколько эпизодов. Особенно враждебный приём ждал его в Вене. Рядовые зрители не могли разобраться в рваном сюжете «Вампира», тогда как эстеты игнорировали его из-за брезгливого отношения к плебейскому жанру фильма ужасов. После этого фиаско Дрейер обратился в лечебницу имени Жанны д’Арк с жалобами на нервное расстройство. На протяжении последующих 12 лет он не снял ни одного полнометражного фильма.
В послевоенное время отношение к «Вампиру» стало меняться в лучшую сторону. Ныне киноведы пишут о «Вампире» как об одном из наиболее оригинальных, атмосферных созданий дрейеровского гения. По замечанию Дэйва Кера, Дрейер мастерски передаёт ощущение тяжёлого сновидения; жанр «Вампира» (как и фильмов «Кровь поэта», «Полуденные сети» и др.) можно определить как сюрреалистический «фильм-транс».
В 1972 году Альфред Хичкок назвал «Вампира» единственным фильмом, который стоит посмотреть дважды. Его называл среди своих любимых фильмов Луис Бунюэль.
До недавнего времени зрителям были доступны только низкокачественные, сильно урезанные версии ленты, из которых трудно было уяснить её сюжет. Летом 2008 года восстановленный немецкими экспертами «Вампир» был выпущен на DVD сразу двумя компаниями — Criterion Collection (на двух дисках собраны практически все сохранившиеся киноматериалы) и Eureka Films (с комментарием режиссёра Гильермо дель Торо).